# Anthonomus brunnipennis
Anthonomus brunnipennis är en skalbaggsart som beskrevs av Curtis 1840. Anthonomus brunnipennis ingår i släktet Anthonomus, och familjen vivlar. Arten är reproducerande i Sverige.